# Großmehring
Großmehring è un comune tedesco di 6 383 abitanti, situato nel land della Baviera.